# مقاطعة غروسيتو

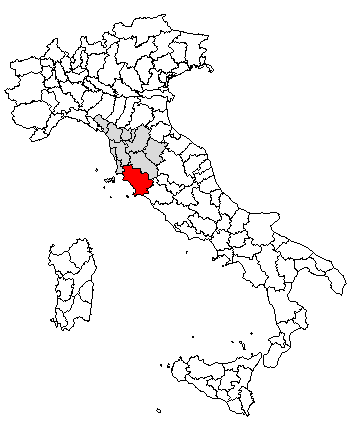
موقع مقاطعة غروسيتو

مقاطعة غروسيتو (بالإيطالية: Provincia di Grosseto)‏، مقاطعة إيطالية تشغل كامل أقصى جنوب إقليم توسكانا وبذلك فهي أكبر مقاطعاته بمساحة 4504 كيلومتر مربع، ويبلغ عدد سكانها 220.742 نسمة وبها 28 بلدية، عاصمتها مدينة غروسيتو، تحدها من الشمال الغربي مقاطعة ليفورنو ومقاطعة بيزا، ومن الشمال والشرق مقاطعة سيينا، ومن الجنوب الشرقي إقليم لاتسيو (مقاطعة فيتيربو) ،و تطل على البحر التيراني غربًا ويتبعها عدد من جزر أرخبيل توسكانا.
أهم المدن بعد غروسيتو العاصمة، مدينة فولونيكا ذات 21,494 ساكن.